# المكاديد (الفوارات)
المكاديد هو دُوَّار يقع بجماعة حدادة، إقليم القنيطرة، جهة الرباط سلا القنيطرة في المملكة المغربية. ينتمي الدوّار لمشيخة الفوارات التي تضم 3 دواوير. يقدر عدد سكانه بـ 2185 نسمة حسب الإحصاء الرسمي للسكان والسكنى لسنة 2004.

## روابط خارجية
- البوابة الوطنية للجماعات الترابية
- المندوبية السامية للتخطيط